# درغاه (دهشال)
درغاه (بالفارسية: درگاه) هي قرية تقع في إيران في قسم دهشال الريفي. يقدر عدد سكانها بـ 1,059 نسمة .